# Лиепайская епархия (католическая)
Лиепайская епархия (лат. Dioecesis Liepaiensis) — епархия Римско-Католической церкви c центром в городе Лиепая, Латвия. Епархия Лиепаи входит в Рижскую митрополию. Кафедральным собором епархии Лиепаи является церковь святого Иосифа.

## История
8 мая 1937 года Римский папа Пий XI выпустил буллу Aeterna animarum salus, которой учредил епархию Лиепаи, выделив её из Рижской архиепархии.
2 декабря 1995 года епархия Лиепаи передала часть своей территории для возведения новой епархии Елгавы.

## Ординарии епархии
- епископ Антоний Урбшс (29.04.1938 — 11.08.1965);
  - Sede vacante (11.08.1965 — 8.05.1991);
  - епископ Янис Цакулс (23.05.1990 — 8.05.1991) — апостольский администратор;
- епископ Янис Булис (8.05.1991 — 7.12.1995) — назначен епископом епархии Резекне-Аглоны;
- епископ Арвалдис Андрей Бруманис (7.12.1995 — 12.05.2001);
- епископ Вилхелмс Томс Мария Лапелис (12.05.2001 — 20.06.2012);
  - епископ Эдвардс Павловскис (20.06.2012 — 20.07.2013) — апостольский администратор;
- епископ Викторс Стулпинс (20.07.2013 — н. вр.).